# Жизнь Сибири
«Жизнь Сибири» — новосибирский ежемесячный журнал по экономическим, административным и хозяйственным вопросам, издававшийся с 1922 по 1931 год Сибревкомом (1922—1925), Сибкрайисполкомом (1925—1930) и Западно-Сибирским крайисполкомом советов (с 1930).
В подзаголовке: 1922-1924, (№ 1-10) Ежемесячный журнал Сиб. рев. комитета; 1925-1926 Журнал политики, экономики и краеведения; 1927-1931 (№ 1-8) Ежемесячный журнал политики, экономики и краеведения

## История
Первый номер был опубликован 15 сентября 1922 года. Сначала журнал печатался Сибревкомом, с 1925 года его изданием занимался Сибкрайисполком, а с августа 1930 года — Западно-Сибирский крайисполком советов.
В 1930-х годах с началом эпохи административно-командного управления «Жизнь Сибири» из делового журнала превращается в инструмент сталинской пропаганды. 25 октября 1930 года постановоением бюро Западно-Сибирского крайкома ВКП(б) за «извращения партийной линии» с должности редактора был снят Д. К. Чудинов, которого на этом посту сменил Ф. А. Хоробрых, занявшийся «перестройкой» как содержания журнала так и редакционной работы.
В конце 1931 года журнал объединили с изданием «За индустриализацию Сибири», в результате слияния в январе 1932 года в свет вышло «Социалистическое хозяйство Западной Сибири», печатавшееся до сентября 1936 года.

## Содержание и журналисты
Много внимания в журнале уделялось публикациям специалистов промышленности, геологов, инженеров (Ю. А. Краснов, М. И. Кучин, Б. С. Митропольский, Н. Я. Брянцев, П. М. Залесский и др.), сельскохозяйственников, охотоведов (писатель-анималист М. Д. Зверев, А. Ф. Брусницын, С. С. Марковский, Ф. Г. Ляшкевич, И. М. Жуйков и т. д.).
Кроме того, издание в большом количестве печатало официальные материалы Сибревкома, а затем и Сибкрайисполкома. В середине 1920-х годов на страницах журнала стали появляться также организационные, плановые и отчётные документы Сибирского краевого отделения ВАРНИТСО и Общества изучения Сибири и её производительных сил.
В 1920-х годах в журнале активно публиковались известные организаторы науки, учёные, экономисты, краеведы: Г. А. Краснов, В. Г. Болдырев, Г. И. Черемных, П. Л. Драверт, А. Р. Шнейдер, В. В. Ревердатто, В. Ф. Семёнов, В. М. Лавров и т. д.
Значительная часть журнала отдавалась под публикации специалистов из Сибирской плановой комиссии и экономических учреждений региона: В. С. Корнева, Н. С. Васильева, М. И. Реминного, В. Ф. Тиунова и др.
В «Жизни Сибири» печатались доклады и статьи сибирских партийных руководителей: С. И. Сырцова, М. М. Лашевича, Р. И. Эйхе, Р. Я. Кисиса; представителей различных советских организаций: И. Хамармера, И. И. Рещикова, А. Генделева, Б. А. Каврайского, М. Минеева и т. д.

### Редакторы
Наиболее известные редакторы: М. С. Кришталь (1928—1929), Д. К. Чудинов (1930) и Ф. А. Хоробрых (1930—1932).
Ред.: 1922-1924 (№ 1-9) не указан; 1924 (№ 10) - 1926 отв. ред. В. М. Лавров; 1927 редколлегия, отв. ред. П. Я. Гуров, В. А. Ветров; 1928 отв. ред. А. А. Андреев, В. Хронин; 1929-1930 (№ 1-8) отв. ред. М. Кришталь, Д. Чудинов; 1930 (№ 9-12) - 1931 (№ 1-2) редколлегия, отв. ред. Ф. А. Хоробрых

## Место издания и издательство
1922-1924 (№ 1-6) Новониколаевск, издатель не указан; 1924 (№ 7-10) - 1925 издатель: Сибирский революционный комитет; 1926-1930 (№ 1-5) Новосибирск, Сибкрайисполком; 1930 (№ 6-12) - 1931 (№ 1-8) издатель: Запсибкрайисполком